# 李·科赫曼
李·科赫曼（希伯來語：‎，1995年4月18日—），以色列男子柔道运动员，主攻90公斤级，2019年欧洲运动会男子90公斤级银牌得主、2020年夏季奥林匹克运动会混合团体铜牌得主。